# 高铼酸铟
高铼酸铟是一种无机化合物，化学式为In(ReO4)3。它可由高铼酸和氢氧化铟反应制得，从溶液中可以结晶出三水合物[In(ReO4)3(H2O)]·2H2O。

## 化学性质
高铼酸铟在300 °C以上分解，生成七氧化二铼和氧化铟：
2 In(ReO4)3 → 3 Re2O7 + In2O3
它和高铼酸铵在水溶液中结晶，可以得到复盐NH4In(ReO4)4·4H2O。